# Лорендзос Мавилис
Лоредзос Мавилис (на гръцки: Λορέντζος Μαβίλης) е гръцки поет, парламентарист и борец за национално освобождение на Гърция.

## Биография
Роден е на 6 септември 1860 г. на остров Итака. Дядо му по произход е испанец, консул на Испания на остров Корфу. Жени се за гъркиня и остава да живее на острова. Баща му е дългогодишен съдия в Корфу.
През 1880 г. Мавилис заминава за Германия да следва филология и философия. Прекарва 12 години от живота си там. По това време е под влиянието на текстовете на Фридрих Ницше (дори пише сонет, озаглавен „Свръхчовекът“), „Критика на чистия разум“ на Имануел Кант и разбиранията на Артур Шопенхауер. Чете санскритски философски текстове и превежда откъси от индийския епос „Махабхарата“. В германския период от живота си Мавилис пише лирика, главно сонети, и шахматни задачи, които публикува в немски списания. През 1890 г. завършва философия в Университета в Ерланген, Бавария и се завръща в Корфу. По време на борбите за освобождаване на остров Крит (1896) участва като доброволец. През следващата 1891 г. е отново доброволец в Епир, където е и ранен.
През 1910 г. е избран за депутат в гръцкия парламент от листата на Либералната партия на Елевтериос Венизелос. Като депутат участва в борбата за запазване чистотата на гръцкия език. Участва като доброволец в Балканската война (1912).
Лоредзос Мавилис загива геройски на 28 ноември 1912 г. при отбраната на село Дрискос, близо до Йоанина.

## Творчество
Считан е за родоначалник на гръцкия сонет. Известен с изключителната си придирчивост и самокритика. С изключение на няколко стихотворения, публикувани в периодичния печат, не издава нито една стихосбирка докато е жив. Всичките му творби са издадени след смъртта му, през 1915 г. от неговия приятел К. Теотоку. Общо творбите му включват 58 сонета, роман и множество преводи на текстове на Йохан Волфганг фон Гьоте, Фридрих Шилер, Лудвиг Уланд, Джордж Гордън Байрон, Данте Алигиери и Джакомо Леопарди.

## Шах
По време на следването си в Германия участва в Академичния шахматен клуб в Мюнхен, където става известен като Dr. Greco.